# Ачесон, Арчибальд, 6-й граф Госфорд
Арчибальд Александр Джон Стэнли Ачесон, 6-й граф Госфорд (англ. Archibald Alexander John Stanley Acheson, 6th Earl of Gosford; 14 января 1911 — 17 февраля 1966) — британский пэр, политик и офицер. Он носил титул учтивости — виконт Ачесон с 1922 по 1954 год.

## Происхождение и образование
Родился 14 января 1911 года. Старший сын Арчибальда Ачесона, 5-го графа Госфорда (1877—1954), и Милдред Картер (1888—1965), дочери Джона Ридегели Картера из Балтимора, банкира и бывшего министра США в Румынии.
Арчибальд Ачесон получил образование в школе Харроу, где он был чемпионом по легкой атлетике среди государственных школ на дистанции 880 ярдов в 1929 году, и в Тринити-колледже в Кембридже, получив степень магистра искусств.

## Карьера
Виконт Ачесон поступил на службу в Королевские военно-воздушные силы в 1932 году и в 1938—1940 годах работал помощником воздушного атташе в посольстве Великобритании в Париже. Во время Второй мировой войны он командовал 613-й эскадрильей AAF в 1941—1942 годах, а затем 32-м крылом RAF. В 1946 году он был удостоен звания кавалера Ордена Британской империи, а также был награжден медалью «Бронзовая звезда» США и стал кавалером Французского Почетного легиона. В 1946—1948 годах он был главным инструктором авиационной эскадрильи Кембриджского университета.
20 марта 1954 года после смерти своего отца Арчибальд Ачесон унаследовал титулы 6-го графа Госфорда, 7-го виконта Госфорда из Маркет-Хилл (графство Арма), 7-го барона Госфорда из Маркет-Хилл (графство Арма), 4-го барона Ачесона из Кланкэрни (графство Арма), 5-го барона Уорлингема из Бекклса (графство Саффолк) и 12-го баронета Ачесона из Маркет-Хилл (графство Арма), став членом Палаты лордов Великобритании.
Парламентский секретарь Министерства обороны в консервативном правительстве сэра Энтони Идена (1956), заместитель государственного секретаря по иностранным делам в правительстве Гарольда Макмиллана (1957—1958), лорд в ожидании (1958—1959), а также помощник и представитель министра транспорта и гражданской авиации Гарольда Уоткинсона в Палате лордов.
Член Совета Британской олимпийской ассоциации в 1954 году, советник по иностранным делам компании Richard Thomas and Baldwins Ltd в 1960-1964 годах, а с 1962 года до своей смерти был председатель Британской дорожной федерации, председатель Спортивной федерации британских университетов, президент Ассоциации профессиональной ориентации, вице-президент Ассоциации Королевских ВВС и член Клуба Уайта, Клуба Сент-Джеймса, Клуба Королевских ВВС, Клуба путешественников, Парижского клуба и MCC.

## Личная жизнь
Лорд Госфорд был женат дважды. 13 декабря 1935 года он женился первым браком на Франческе Кагиати (ок. 1911 — 10 марта 2009), старшей дочери Франческо Кагиати из Бостона, Массачусетс . До развода в 1960 году у супругов было трое детей:
- Леди Франческа Джорджиана Кэролайн Ачесон (23 апреля 1940 — август 1991), в 1967 году вышедшая замуж за Дэвида Уоллеса Флеминга[2].
- Чарльз Дэвид Александр Джон Спарроу Ачесон, 7-й граф Госфорд (род. 13 июля 1942), в 1983 году женившийся на Линетт Редмонд[2].
- Леди Изабелла Августа Ачесон (род. 17 января 1950), в 1979 году вышедшая замуж за Тевиту Т’Мака из Нукуалофа, Тонга[2].

21 сентября 1960 года он женился во второй раз на Синтии Делиус Уэст (1911 — 15 января 2015), вдове майора Джеймса Прингла Делиуса и дочери капитана Генри Кейва Уэста. Второй брак был бездетным.
Лорд Госфорд скончался 17 февраля 1966 года, и его титулы и поместья унаследовал его единственный сын Чарльз, который стал 7-м графом Госфордом.